# Hedelyng
Hedelyng (Calluna vulgaris) er en 15-75 cm høj dværgbusk, der vokser på heder og overdrev og i skove og højmoser. Planten er morr- og aldannende, endog på lerjord. Hedelyng er en værdifuld trækplante for honningbier.

## Beskrivelse
Hedelyng er en stedsegrøn dværgbusk med en opstigende og halvkugleagtig vækstform. Barken er først grøn eller lysebrun med fine hår. Senere bliver den brun med tynde striber, og til sidst er den gråbrun og skaller af i strimler.
Knopperne sidder skjult under løvbladene. Bladene er meget små, nåleformede, korsvis modsatte og næsten taglagte. Bladrandene er indrullet opad. Randen er hel med fine hår. Ved bladfæstet findes to spidse, nedadrettede sporer.
Blomsterne sidder i et endestillet aks. De er klokkeformede med violetrødt bæger og krone. Duften er fin og krydret. Frugterne er kapsler med mange frø, som spirer villigt på udpint og rå jord.
Rodnettet består af mange, højtliggende og meget seje hovedrødder, der forgrener sig til et tæt rodfilt.
Højde x bredde og årlig tilvækst: 0,4 x 0,6 m (3 x 5 cm/år). Disse mål kan fx anvendes, når arten udplantes.

## Voksested
Hedelyng vokser i fuld sol på udpint og kvælstoffattig jord i kystklima, f.eks. Danmark. Den har sin niche på sure, næringsfattige (især N-fattige) heder. Erfaringen har vist, at lyngen ikke selv kan opretholde sin habitat, og at heden egentlig blot er et enkelt successionstrin på vejen fra udpint jord mod skov.

## Mykorrhiza
Busken er afhængig af at få samliv med én eller flere svampe. Det kaldes mykorrhiza, svamperod.

## Sortsliste
- Sort: Calluna vulgaris 'Alba Plena'
- Sort: Calluna vulgaris 'Allegro'
- Sort: Calluna vulgaris 'Alportii'
- Sort: Calluna vulgaris 'Amethyst'
- Sort: Calluna vulgaris 'Annemarie'
- Sort: Calluna vulgaris 'Aurea'
- Sort: Calluna vulgaris 'Boskoop'
- Sort: Calluna vulgaris 'Carmen'
- Sort: Calluna vulgaris 'County Wicklow'
- Sort: Calluna vulgaris 'Dark Beauty'
- Sort: Calluna vulgaris 'arkness'
- Sort: Calluna vulgaris 'Dark Star'
- Sort: Calluna vulgaris 'Dirry'
- Sort: Calluna vulgaris 'Elsie Purnell'
- Sort: Calluna vulgaris 'Gold Haze'
- Sort: Calluna vulgaris 'Hammondii'
- Sort: Calluna vulgaris 'H.E.Beale'
- Sort: Calluna vulgaris 'Heidezwerg'
- Sort: Calluna vulgaris 'J.H.Hamilton'
- Sort: Calluna vulgaris 'Kinlochruel'
- Sort: Calluna vulgaris 'Long White'
- Sort: Calluna vulgaris 'Marleen'
- Sort: Calluna vulgaris 'Melanie'
- Sort: Calluna vulgaris 'Mullion'
- Sort: Calluna vulgaris 'Peter Sparkes'
- Sort: Calluna vulgaris 'Radnor'
- Sort: Calluna vulgaris 'Red Favorite'
- Sort: Calluna vulgaris 'Red Star'
- Sort: Calluna vulgaris 'Romina'
- Sort: Calluna vulgaris 'Roswitha'
- Sort: Calluna vulgaris 'Silver Knight'